# Кононов Михайло Іванович
Михайло Іванович Кононов (25 квітня 1940, Москва, РРФСР — 16 липня 2007, Москва, Росія) — радянський і російський актор театру і кіно, заслужений артист РРФСР (1989), Народний артист Росії (2000).

## Біографія
Виступав в шкільній самодіяльності разом з Андрієм Смирновим, який надалі став відомим кінорежисером. Закінчив Театральне училище ім. М. Щепкина в 1963 році. Однокурсниками по училищу були Віктор Павлов, Віталій Соломін, Олег Даль. До 1968 року — актор Академічного Малого театру. Згодом став актором кіностудії ім. М. Горького.
Перша роль у фільмі Івана Пир'єва «Наш спільний друг» (1961). Яскравим початком кінокар'єри слід вважати комедійний фільм «Начальник Чукотки» де зіграв Бичкова. У той же рік він зіграв Хому в історико-філософському фільмі Андрія Тарковського «Андрій Рубльов», і цю маленьку, але глибоку роль цінував більше за багатьох інших. Найбільшу популярність актор отримав, зігравши молодого вчителя Нестора Петровича Северова в багатосерійному телефільмі «Велика перерва», хоча спочатку актор відмовлявся від цієї ролі, оскільки йому не подобався сценарій. Остання роль в телесеріалі «У колі першому» (2006). В цілому актор зіграв більш ніж в 60 фільмах.
Серед найкращих ролей в кіно: Олексій Семенов — «У вогні броду немає», Павлик — «Початок», Митька Ярмолюк — «Здрастуй і прощай», Аким — «Тайгова повість», Василь — «Василь і Василина». Акторові було властиве поєднання м'яких комічних фарб з драматичною глибиною. Сам Кононов вважав себе трагікомічним актором.
В кінці 1970-х років Михайлу Кононову довелося продати московську квартиру і почати багаторічне будівництво будинку в Істрінському районі. З початку 1990-х років актор все рідше з'являвся на екрані. Від пропозицій частіше відмовлявся, з новим поколінням в кінематографі принципово не дружив і негативно відзивався про стан сучасного російського кінематографа. Останнім часом актор мало знімався, рідко з'являвся на людях і жив в селі Бутирки під Можайськом. Після повернення до Москви, працював керівником служби маркетингу. Актор був одружений, з дружиною Наталією прожили разом 38 років.
У 2000-і роки Михайло Кононов написав книгу мемуарів, але жодне видавництво не прийняло її до публікації.
Помер о 10 годині 10 хвилин від серцевого нападу після тривалої хвороби, забутий друзями й колегами, у злиднях. Здоров'я до кінця життя було погане — переніс інфаркт, тромбофлебіт і був інвалідом II групи. За два тижні до смерті з пневмонією ліг в лікарню. Проте в лікарні його стан лише погіршувався: в актора не було грошей, щоб придбати необхідні медикаменти. На тлі пневмонії у нього розвиваються серцева недостатність і тромбоемболія. Увечері 15 липня його перевели у відділення кардіореанімації, але врятувати життя артистові не вдалося. Причиною смерті стала тромбоемболія — тромб в судинах.

## Фільмографія
- 1961 — Наш спільний друг — Віктор Карягин
- 1962 — Приходьте завтра — пасажир автобуса
- 1962 — Фитиль (короткометражний) — злодій
- 1963 — Павлик Морозов (фільм-спектакль) — Данилка
- 1963 — Перший тролейбус — Микола Чумаков
- 1963 — Тепер нехай іде — співробітник готелю Томмі
- 1963 — Ранкові поїзди — гість на весіллі
- 1964 — До побачення, хлопчики — Вітя Анікін
- 1964 — Артур-Порт (фільм-спектакль) — солдат
- 1966 — Начальник Чукотки — Олексій Бичков
- 1967 — У вогні броду немає — Альоша Семенов
- 1968 — На війні як на війні — Малешкін
- 1969 — Білий флюгер — Василь Васильович Крутогоров
- 1969 — Чекайте мого дзвінка (фільм-спектакль) — Пашка Америка
- 1969 — Хлопчаки (кіноальманах) — Гоша
- 1970 — Початок — Павлик
- 1971 — Андрій Рубльов — монах Фома
- 1971 — Тримайся за хмари — Соколови
- 1971 — П'ятнадцята весна — німецький офіцер
- 1971 — Жартуєте? (Кіноальманах) — Кирило
- 1972 — Здрастуй і прощай — Митька Ярмолюк
- 1972 — Червоні бджоли — Василь
- 1972—1973 — Велика перерва — Нестор Петрович Севєров
- 1973 — Одного разу влітку (кіноальманах)
- 1973 — Відкриття — Сергій Юришев
- 1974 — Перший сніг (короткометражний)
- 1975 — Єгер (короткометражний) — Єгор Власович
- 1975 — Капітан Немо — Консель
- 1975 — Мої дорогі — шофер Володя
- 1975 — Фініст — Ясний Сокіл — Яшка
- 1976 — Двадцять днів без війни — Павло Рубцов
- 1976 — Повість про невідомого актора — молодий актор Петро Стрижов
- 1976 — Поки б'є годинник — начальник королівської варти Гризун
- 1976 — Сімдесят два градуси нижче нуля — Тошка Жмуркін
- 1976 — Тайфун, фас (короткометражний)
- 1977 — Кільця Альманзора — садівник Зензівер
- 1978 — Комедія помилок — Дроміо
- 1978 — Любов і лють — Микола-божа воля
- 1978 — Сибіріада — Родіон Клементьєв
- 1978 — Тільки краплю душі — Федір
- 1978 — Шукай вітру... — Васька
- 1979 — Тайгова повість — мисливець Яким
- 1980 — Інакше не можна — Олександр Петрович Вальков
- 1980 — Розслідування — співробітник міліції Олександр Лосєв
- 1981 — Андрій і злий чарівник — лісовик
- 1981 — Без видимих причин — начальник в'язниці Важин
- 1981 — Василь і Василиса — Василь Вологжін
- 1982 — Брати (короткометражний)
- 1982 — Вокзал для двох — лейтенант міліції
- 1983 — Божевільний день інженера Баркасова — заступник Іван Сілич Тятін
- 1983 — Гори, гори ясно … — працівник фабрики Сенька
- 1983 — Молодість, випуск 5-й (кіноальманах) — Карнель Удалов
- 1984 — Гостя з майбутнього — космічний пірат Щур / Михайло Іванович, співробітник космопорту
- 1984 — Один і без зброї — швейцар Петро
- 1984 — Особливий випадок (кіноальманах)
- 1986 — Витівки в старовинному дусі — Олексій
- 1987 — Вона з мітлою, він в чорному капелюсі — чарівник
- 1987 — Перша зустріч, остання зустріч — колишній детектив Погілевіч
- 1987 — Розірване коло — зав. складом готової продукції Петро Царьков
- 1987 — Християни — божевільний
- 1989 — Бенкети Валтасара, або Ніч зі Сталіним — директор санаторію
- 1990 — Здоров'я бажаю! або Скажений дембель — капітан Бодров
- 1990 — Царське полювання — Кустов
- 1991 — Ближнє коло — Ворошилов
- 1991 — Мементо мори — залізничник
- 1992 — Прекрасна незнайомка — купець
- 1993 — Великий мурашиний шлях
- 1994 — Курочка Ряба — отець Никодим
- 1997 — Царевич Олексій — Федоска
- 2000 — Вітрина — тато
- 2006 — У колі першому — Спиридон Данилович Єгоров